# Thamnomyces
Thamnomyces is een geslacht van schimmels dat behoort tot de familie Hypoxylaceae. De typesoort is Thamnomyces chamissonis.

## Soorten
Volgens Index Fungorum telt het vier soorten (peildatum december 2022):
| Soortnaam                | Auteur(s)      | Publicatiejaar |
| ------------------------ | -------------- | -------------- |
| Thamnomyces camerunensis | (Henn.) Henn.  | 1901           |
| Thamnomyces chamissonis  | Ehrenb.        | 1820           |
| Thamnomyces chocoensis   | Læssøe         | 2010           |
| Thamnomyces dendroideus  | Cooke & Massee | 1888           |